# Poeira em Alto Mar
Poeira em Alto Mar é uma minissérie brasileira produzida e exibida pela TV Globo de 25 a 29 de fevereiro de 2008, em 5 capítulos.
Escrita por Sérgio Madureira com uma história elaborada por Renato Aragão, direção-geral de Marcos Figueiredo, direção de núcleo de Paulo Aragão e redação final de Paulo Cursino.
Contou com Renato Aragão, Rodrigo Faro e Milena Toscano nos papéis principais.

## Sinopse
Em uma louca fuga pelas ruas do Centro do Rio de Janeiro, Didi (Renato Aragão) encontra seu melhor amigo, o camelô Peteco (Rodrigo Faro) e pede sua ajuda para escapar de Sandoval (Miguel Nader), um marido traído em busca de vingança. Os dois conseguem despistá-lo embarcando, por acaso, no transatlântico Island Star e substituindo a dupla de apresentadores contratada para os shows do navio.
Joana (Milena Toscano), a heroína da história, vive a mocinha forçada a se casar com Cicinho, filho do rico empresário Cícero de Nassau (Roberto Frota) para salvar o pai fazendeiro Armando Bento (José Augusto Branco) da falência. Joana, no entanto, acaba conhecendo Davi (Daniel Erthal), imediato do navio e braço direito do Capitão Falcon (Victor Fasano). Joana e Davi se apaixonam, mas ela está constantemente sob a mira de Doroti (Ildi Silva), contratada por Armando Bento para vigiar Joana durante a viagem.
O time de vilões é liderado por Hernandez (Alexandre Zacchia), um bandido que possui a metade de um mapa de tesouro de diamantes, roubados de uma joalheria. A outra metade do mapa está com Ramon, irmão gêmeo de Hernandez, que está preso fora do país. Ramon encarrega seu capanga Kurtz (Paulo Vespúcio) de levar sua metade do mapa para Hernandez. No navio também viajam Mirela (Cristina Prochaska), mulher mística e misteriosa, que atende clientes em sua cabinetenda e acaba se revelando gananciosa e sem escrúpulos, unindo-se a Kurtz e Hernandez.
Para o desespero de Didi, Sandoval, que é um homem forte e violento, se torna garçom do navio e fará de tudo para alcança-lo.
Poeira em Alto Mar chega ao clímax quando, uma explosão, leva os personagens principais para uma ilha deserta, onde o tesouro está enterrado. Lá, eles precisam lutar para sobreviver e ainda deter os vilões que também foram parar na ilha e querem encontrar o tesouro e a segunda parte do mapa (a primeira está com Didi) a qualquer custo.

## Elenco
| Interprete         | Personagem       |
| ------------------ | ---------------- |
| Renato Aragão      | Didi             |
| Rodrigo Faro       | Peteco Denís     |
| Milena Toscano     | Joana Di Biase   |
| Víctor Fasano      | Capitão Falcon   |
| Cristina Prochaska | Mirela Bentz     |
| Alexandre Zacchia  | Hernández        |
| Alexandre Zacchia  | Ramón            |
| Roberto Frota      | Cícero de Nassau |
| Daniel Erthal      | Davi             |
| Ildi Silva         | Doroti           |
| Paulo Vespúcio     | Kurtz            |

### Participações especiais
| Interprete          | Personagem       |
| ------------------- | ---------------- |
| José Augusto Branco | Armando Di Biase |
| Ellen Jabour        | Suzi Gulart      |
| Miguel Nader        | Sandoval         |
| Baiaco              | Taifeiro         |
| Marcelo Barreto     | Didi (jovem)     |
| Marina Elali        | Ela mesma        |

## Audiência
| Capítulo | Audiência | Fonte |
| -------- | --------- | ----- |
| Cap. 1   | 20 pontos | [ 2 ] |
| Cap. 2   | 18 pontos | [ 3 ] |
| Cap. 3   | 19 pontos | [ 3 ] |
| Cap. 4   | 18 pontos | [ 3 ] |
| Cap. 5   | 18 pontos | [ 3 ] |

## Exibição
Foi reexibida na íntegra pelo Viva de 25 a 29 de janeiro de 2016, às 20h30.

### Outras mídias
Em 14 de outubro de 2024, foi disponibilizada na íntegra pelo Globoplay, como parte do Projeto Resgate.